# Löbenichtsche Kirche

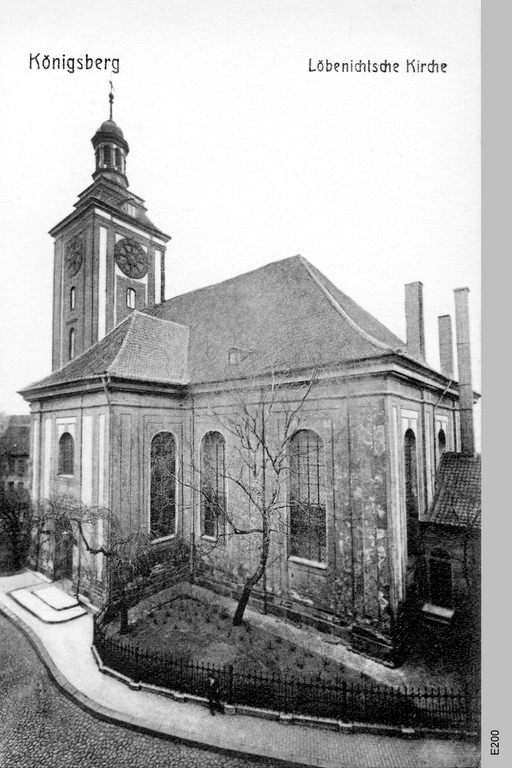
Löbenichtsche Kirche

Die Löbenichtsche Kirche war ein Kirchengebäude im Königsberger Stadtteil Löbenicht. Nach dem Zweiten Weltkrieg wurde sie nicht wieder aufgebaut.

## Geschichte
In der Ordenszeit nannte man die Löbenichtsche Kirche „St. Barbara auf dem Berge“. Im Jahre 1647 bemalt der kurfürstliche Maler Philipp Westphal den Altar der Kirche. Mehrfach abgebrannt, wurde sie schließlich 1776 als rechteckiger verputzter Ziegelbau wieder aufgebaut. Es schien, als schwebte der hohe schlanke Aufsatz des Turmes hoch über den Dächern Löbenichts. Immanuel Kant, der von seiner Schreibstube in der Prinzessinenstraße aus ihren Bau beobachten konnte, liebte ihren Anblick. Im Inneren barg die Kirche eine helle, schöne Rokokoausstattung wie etwa den geschnitzten Kanzelaltar von Friedrich Suhse. Die von Johann Preuß 1782 gebaute Orgel war ebenfalls im Stil des Rokoko gehalten. 1897 stellte Max Terletzki ein neues Orgelwerk mit zwei Manualen und 35 Registern in das alte Gehäuse. Dieses Orgelwerk wurde bereits 1934 abgelöst durch ein neues Instrument der Firma E. Kemper & Sohn mit drei Manualen und 48 Registern im alten Gehäuse.
Die Kirche überstand die Luftangriffe auf Königsberg schwer beschädigt (Turm). Der Stadtteil Löbenicht wurde bei dem zweiten britischen Fliegerangriff am 30. August 1944 ausgelöscht. Die ausgebrannte Kirche wurde in der Festungszeit durch Granatenbeschuss weiter beschädigt. Der ausgebrannte Kirchturm der Ruine ist auf Fotos aber noch für die Jahre bis 1948 sichtbar. Der letzte Pfarrer der Löbenichtkirche, Hugo Linck, reiste im März 1948 aus.
Die Reste der Kirche wurden um 1955 gesprengt und abgetragen. Heute steht an ihrer Stelle ein Plattenbau aus den 1960er Jahren. Die ehemalige Randbebauung ist noch anhand des Verlaufes der verbliebenen historischen Kopfstein-Straßenpflasterung zu erahnen. Die Löbenichtsche Kirche und ihre unmittelbare Umgebung gehören zum erweiterten Bereich des geplanten „Altstadt“-Projektes, mit dem geplanten historisierenden Wiederaufbau der durch Krieg und Nachkriegszeit zerstörten historischen Stadtteile der Königsberger Innenstadt.